# Agrodiaetus virgilia
Agrodiaetus virgilia är en fjärilsart som beskrevs av Jacob Hübner 1910. Agrodiaetus virgilia ingår i släktet Agrodiaetus och familjen juvelvingar. Inga underarter finns listade i Catalogue of Life.